# イーストポイント (ミシガン州)
イーストポイント（英: Eastpointe）は、アメリカ合衆国ミシガン州ロウアー半島のセントクレア湖岸、マコーム郡に位置する都市である。デトロイト都市圏に属している。デトロイト市の北縁である8マイル道路が市境となっている。人口は3万4318人（2020年）。

## 歴史
イーストポイントの町は、1830年代にアイルランドとドイツからの移民が入植したのが始まりだった。1897年10月、ここに「ハーフ・ウェイ」という名前の郵便局が設立された。デトロイト市中心街とマコーム郡の郡庁所在地であるマウントクレメンスの間を走る駅馬車道で、中間点に近かったからだった。1924年12月、「ハーフウェイ」の村として法人化され、1929年1月には「イーストデトロイト」市として再度法人化された。1924年より以前、町の大半はエリン郡区の一部だった。1932年の住民投票によって、「イーストポイント」への改名が承認され、市名が変更された。この改名は隣接するデトロイト市とを連想させる可能性を排除するために提案された。語尾に付いた「ポイント」は、近くにあるグロスポイントという裕福な町との連想を意図している。
イーストポイントの教育学区は市名の変更には影響されず、今でもイーストデトロイト公共教育学区と呼ばれている。高校はイーストデトロイト高校の1校、中学校はケリー中学校の1校、小学校は4校ある。イーストデトロイト公共教育学区の範囲は、イーストポイント市とウォーレン南東部を含み、マコーム郡の住民に対応している。

## 政治
イーストポイントはミシガン州のホームルール都市であり、市政委員会・市マネジャー方式の政府形態の下に運営されている。市長と市政委員4人は、全市を選挙区に4年任期で選出され、委員は半数が2年毎に改選される。2016年時点での市長はスザンヌ・ピクスリーである。

## 娯楽とレクリエーション
イーストポイントでは多くの夏の祭や行事が開催されている。7月下旬にはジョン・F・ケネディ記念公園でエリン・ハーフウェイ・デイズ・リビング・ヒストリー祭が、8月中旬から下旬には、スピンドラー公園でミュージック・イン・ザ・パーク・ウェンズデイが、さらにジョン・F・ケネディ記念公園で、以前はオックス・ローストと呼ばれていたサマーフェストが開催されている。
毎年6月のグルージン・グラティオットは、自動車の歴史、伝統、記念品を祝う週末である。カーショー、コンテスト、音楽の生演奏が行われる。
イーストポイントは概してベッドタウンだと考えられている。デトロイト都市圏にある多くの観光名所まで、自動車で比較的短い時間で行くことができる。州間高速道路94号線と同696号線、さらにミシガン州道3号線（グラティオット・アベニュー）、同102号線（8マイル道路）、9マイル道路を利用できる。

## 地理
アメリカ合衆国国勢調査局に拠れば、市域全面積は5.14平方マイル (13.31 km2)であり、全て陸地である。イーストポイントの西側境はビーチウッド・アベニュー（スティーブン道路に達するとヘイズ道路に変わる）、南側境は8マイル道路/州道102号線、東側境は州間高速道路94号線サービスドライブの南行きと西行きの部分、北側境は概略10マイル道路となっている。

## 人口動態

### 2010年国勢調査
以下は2010年国勢調査による人口統計データである。
| 基礎データ - 人口: 32,442 人 - 世帯数: 12,557 世帯 - 家族数: 8,220 家族 - 人口密度: 2,437.0人/km2（6,311.7人/mi2） - 住居数: 13,796 軒 - 住居密度: 1,036.3軒/km2（2,684.0 軒/mi2） 人種別人口構成 - 白人: 65.6% - アフリカン・アメリカン: 29.5% - ネイティブ・アメリカン: 0.4% - アジア人: 1.1% - その他の人種: 0.5% - 混血: 2.9% - ヒスパニック・ラテン系: 2.1% | 年齢別人口構成 - 18歳未満: 25.7% - 18-24歳: 8.8% - 25-44歳: 28.6% - 45-64歳: 25.7% - 65歳以上: 11.3% - 年齢の中央値: 36歳 - 性比（女性100人あたり男性の人口） - 総人口: 93.8 世帯と家族（対世帯数） - 18歳未満の子供がいる: 34.9% - 結婚・同居している夫婦: 39.9% - 未婚・離婚・死別女性が世帯主: 19.5% - 非家族世帯: 34.5% - 単身世帯: 28.7% - 65歳以上の老人1人暮らし: 10.7% - 平均構成人数 - 世帯: 2.58人 - 家族: 3.19人 |

### 2000年国勢調査
以下は2000年国勢調査による人口統計データである。
| 基礎データ - 人口: 34,077 人 - 世帯数: 13,595 世帯 - 家族数: 8,959 家族 - 人口密度: 2,579.8人/km2（6,678.8 人/mi2） - 住居数: 13,965 軒 - 住居密度: 1,057.2軒/km2（2,737.0 軒/mi2） 人種別人口構成 - 白人: 92.13% - アフリカン・アメリカン: 4.70% - ネイティブ・アメリカン: 0.42% - アジア人: 0.87% - 太平洋諸島系: 0.01% - その他の人種: 0.27% - 混血: 1.61% - ヒスパニック・ラテン系: 1.33% | 年齢別人口構成 - 18歳未満: 24.5% - 18-24歳: 7.6% - 25-44歳: 32.3% - 45-64歳: 19.2% - 65歳以上: 16.5% - 年齢の中央値: 37歳 - 性比（女性100人あたり男性の人口） - 総人口: 94.3 - 18歳以上: 90.9 世帯と家族（対世帯数） - 18歳未満の子供がいる: 30.2% - 結婚・同居している夫婦: 48.6% - 未婚・離婚・死別女性が世帯主: 12.3% - 非家族世帯: 34.1% - 単身世帯: 28.8% - 65歳以上の老人1人暮らし: 13.8% - 平均構成人数 - 世帯: 2.50人 - 家族: 3.11人 | 収入と家計 - 収入の中央値 - 世帯: 46,261米ドル - 家族: 54,895米ドル - 性別 - 男性: 41,449米ドル - 女性: 28,095米ドル - 人口1人あたり収入: 20,665米ドル - 貧困線以下 - 対人口: 6.4% - 対家族数: 4.2% - 18歳未満: 8.5% - 65歳以上: 7.8% |

## 経済
アメリカン・パワーボート・アソシエイションは、ニューヨークの非営利会員制法人であり、1903年にニューヨーク州議会の法により、競艇のための協会として創設された。その本部がイーストポイントにある。
一時期、スピリット航空がイーストポイントに本社を置いていた。その本社は1999年11月に、マイアミ都市圏のフロリダ州ミラマー市に移転された。
1959年、アート・ヴァン・エルスランダーという若い事業家がグラティオット・アベニューに広さ4,000平方フィート (370 m2) のデンマーク家具ショールームをオープンした。それが家具チェーン店アート・ヴァンの1号店になった。

## 人々と行事

### 政治家と事業経営者
ダグラス・A・ブルック（1944年生）はイーストポイントで育ち、1990年から1992年までアメリカ合衆国陸軍次官補（財政管理官および会計監査官）を務め、2007年から2009年は同海軍次官補（財政管理官および会計監査官）を務めた。
エドワード・J・ボニア（1922年 - 2001年）は1963年から1967年までイーストポイント市長を務めた。ボニア政治家一家の長だった。
イーストポイントのメロリス・シボレーは、「世界で最も偉大なセールスマン」としてギネスブックに掲載されたジョー・ジラードが、15年間にわたって販売記録を樹立した場所である。
元イーストポイント市長、マコーム郡郡政委員、ミシガン州下院議員のフランク・アカビッティ・ジュニアはイーストポイントの住人である。アカビッティは、イーストポイント・ライオンズクラブ、セルフリッジ州空軍基地コミュニティ委員会、イーストポイント歴史協会の会員であり、ローズビル図書館とイーストポイント・コミュニティ・チェストを支援している。また、イーストポイント・キワニス・クラブの元理事および会長、イーストポイント労働者失業保険基金、イーストポイント記念図書館委員会、南マコーム廃棄物処理公社、南東マコーム衛生地区の各委員を務めてきた。
ジェリー・リネンジャー（1955年生）は、アメリカ海軍医療隊の元軍人であり、アメリカ航空宇宙局 (NASA) の宇宙飛行士である。リネンジャーはイーストポイントで生まれ育ち、イーストデトロイト高校を1973年に卒業した後、スペースシャトルに搭乗し、宇宙ステーションミールに降り立った。

### 芸術と娯楽
MTVのコメディ、The Hard Times of RJ Berger に出演した俳優のジェイソン・ブレアはイーストポイント生まれである。
ラッパーのキッド・ロックが持ち歌である“It's Still East Detroit To Me”の中でイーストポイントに触れている。
クリスチャン・ベリシャイ（芸名はクリスチャンTV）は、歌手、作詞家、多数の楽器の奏者、プロデューサー、エンジニア、ミクサー、ビデオ編集者、デザイナーであり、バンド「ラブ・アーケード」のメンバーだった。スノーホワイトと呼ばれていた。イーストポイントで育った。
テレビのリアリティ番組『ビッグ・ブラザー』に出演したマイク・ルビンスキはイーストポイントの出身である。
作家ジェイコブ・M・アップルの短編集 Einstein's Beach House は、その大部分が架空のイーストポイントを舞台にしている。
「アドレナリン」はイーストデトロイト出身のロックバンドである。1986年の映画『アイアン・イーグル』で使われた曲 Road of the Gypsy で知られている。
プロトパンク・ロック・バンド「MC5」の Back in the USA は1970年のデビュー・スタジオ・アルバムであり、1969年にイーストポイントで録音した。

### スポーツ
イーストデトロイト高校からは、ゲイリー・ボールマン、ロン・クラマー、マット・ヘルナンデス、ミッキー・ウォーカーなど、多くのアメリカンフットボール選手が輩出されている。
デニス・ブラウンは元アメリカンフットボール選手、コーチである。1995年、イーストデトロイト高校のフットボール・ヘッドコーチに雇われた。
デトロイト・シーザーズはプロのソフトボールチームであり、1977年から1979年までアメリカ・プロ・スローピッチ・ソフトボール・リーグで試合を行い、2回優勝した。試合場はイーストデトロイトのメモリアル・フィールドだった。1979年のシーズン後に解散されたが、デトロイト・オートキングスが1980年のシーズンでノースアメリカン・ソフトボール・リーグで試合を行った。その後は参戦をやめ、イーストデトロイトでのプロ・ソフトボールの試合が行われることは無くなった。

## 教育
イーストデトロイト公共教育学区がイーストポイントの公立学校を運営している。市内南東隅はサウスレイク公共教育学区に入っている。サウスレイク公共教育学区のコープセル小学校がイーストポイントの市内にある。
チャータースクールのイートン・アカデミーもイーストポイントの市内にある。